# Чурикова Інна Михайлівна
Чурикова Інна Михайлівна (5 жовтня 1943, Белебей, Белебеївський район, Башкирська АРСР, СРСР — 14 січня 2023, Москва, Росія) — радянська і російська акторка театру і кіно, сценаристка. Лауреатка премії Ленінського комсомолу (1976). Заслужена артистка РРФСР (1977). Народна артистка РРФСР (1985). Народна артистка СРСР (1991). Лауреатка Державної премії Росії (1996). Кавалер ордена «За заслуги перед Вітчизною» IV (1997) та ІІІ ступеня (2007). Офіцер Ордена мистецтв і літератури Франції (2010).

## Біографія
Закінчила Вище театральне училище імені М. С. Щепкіна (1965).
У 1965—1968 рр. працювала у Московському ТЮГу.
Провідна акторка театру «Ленком» (працює з 1975 року)..
В кіно знімається з 1960 р. (фільми «Морозко», «У вогні броду немає», «Початок», «Прошу слова» та ін.). Знялася в картині Одеської кіностудії «Військово-польовий роман» (1983, Віра Нетужиліна).
Лауреатка ряду російських і міжнародних фестивалів і кінопремій (Міжнародний кінофестиваль у Локарно, ФІПРЕССІ, «Ніка», «Золотий орел», «Кінотавр», «Берлінський міжнародний кінофестиваль» (Срібний ведмідь найкращій акторці 1984), «Золотий Витязь», «ТЕФІ»; театральні премії «Золота маска», «Кришталева Турандот» і «Зірка театрала», «Міжнародна премія імені К. С. Станіславського» тощо).
Член Російської академії кінематографічних мистецтв «Ніка». Академік Національної академії кінематографічних мистецтв і наук Росії.

## Фільмографія

### Ролі в кіно
- «Хмари над Борськом» (1960, Райка)
- «Я крокую по Москві» (1963, дівчина на конкурсі, яка виграла півня в клітці)
- «Морозко» (1964, Марфушка)
- «Тридцять три» (1965, Розочка Любашкіна)
- «Невловимі месники» (1966, Білокура Жазі)
- «Старша сестра» (1966, Неллі)
- «У вогні броду немає» (1967, Таня Тьоткіна)
- «Початок» (1970, Парасковія Іванівна (Паша) Строганова, ткаля і акторка)
- «Той самий Мюнхгаузен» (1979, Якобіна Мюнхгаузен)
- «Тема» (1979, Саша Ніколаєва)
- «Валентина» (1981, Анна Василівна Хороших, буфетниця)
- «Васса» (1982, Васса Желєзнова) — лауреат Державної премії РРФСР імені братів Васильєвих (1985)
- «Військово-польовий роман» (1983, Віра Нетужиліна; Одеська кіностудія; удостоєна за роль Віри Приза Міжнародного кінофестивалю в Берліні) — Срібний ведмідь найкращій акторці 1984
- «Мертві душі» (1984, дама, приємна в усіх відношеннях)
- «Кур'єр» (1986, Лідія Олексіївна Мірошникова, мати Івана)
- «Мати» (1989, Ніловна)
- «Ребро Адама» (1990)
- «Плащ Казанови» (1993, Хлоя, мистецтвознавиця)

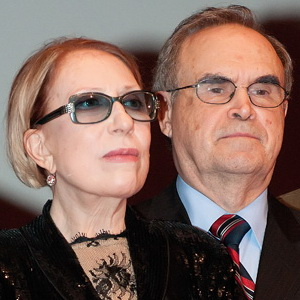
Подружжя: актриса Інна Чурикова і режисер Гліб Панфілов (03.05.2011)

- «Рік собаки» (1994, Вера Морозова)
- «Курочка Ряба» (1994, Ася Клячина)
- «Ширлі-Мирлі» (1995, Парасковія Олексіївна Кролікова, тітка-мама)
- «Ідіот» (2002, телесеріал; генеральша Лізавета Прокопівна Єпанчіна)
- «Благословіть жінку» (2003, Куніна)
- «Московська сага» (2004, телесеріал; Мері Градова)
- «У колі першому» (2006, телесеріал; Наталя Павлівна, дружина Герасимовича)
- «Карнавальна ніч 2, або 50 років потому» (2007, лікарка-стоматологиня)
- «Без вини винуваті» (2008, Кручинина Олена Іванівна, відома акторка)
- «Таємниці палацових переворотів». Фільм 7 «Віват, Ганна!» (2008, Анна Іванівна)
- «Стомлені сонцем 2: Цитадель» (2011, стара)
- «Країна ОЗ» (2015, мати Диванних воїнів)
- «Іван Денисович» (2021, стариця; реж. Г. Панфілов) та ін.

### Озвучування
- «Парасолька для наречених» (1986, Віра (роль Нійоле Ожеліте)
- «Романови. Вінценосна сім'я» (2000, Олександра Федорівна (роль Лінди Беллінгхам)
- «Збережи моє мовлення назавжди» (2015, документально-ігровий фільм; голос Надії Мандельштам) тощо.